# Fosfene
Il  fosfene è un fenomeno visivo caratterizzato dalla percezione di puntini luminosi (o scintille) in assenza di luce. Questo rientra nei fenomeni entoptici.

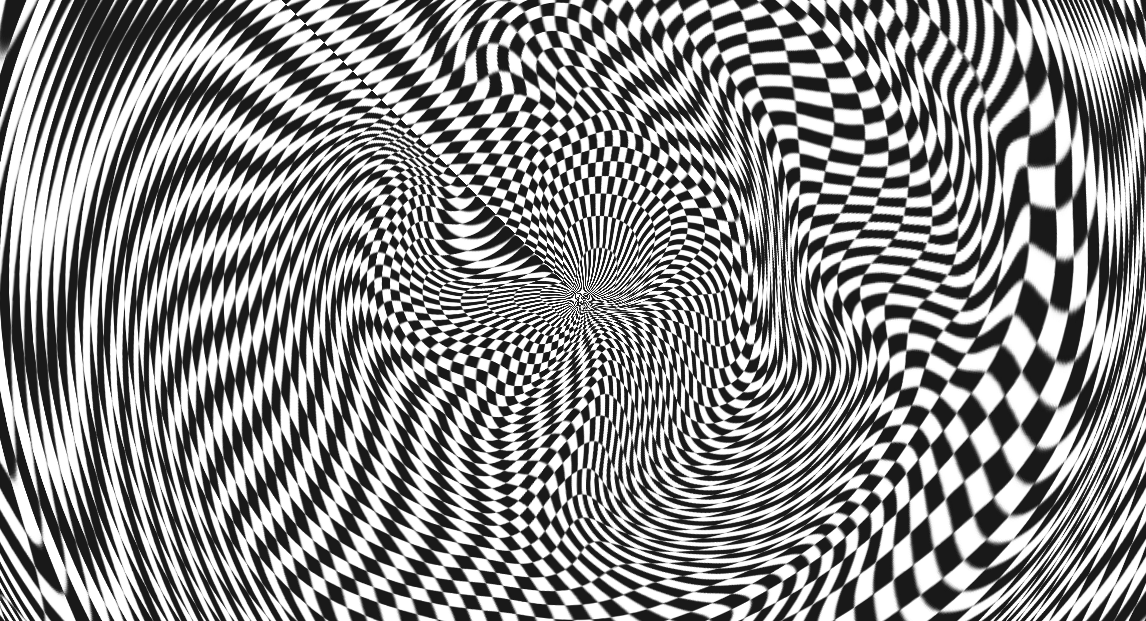
Rappresentazione artistica di un fosfene

## Etimologia
La parola fosfene deriva dal greco phos (luce) e phainein (mostrare). Il termine è stato coniato da J.B.H. Savigny, chirurgo di bordo della nave Medusa. 

## Storia
Il fenomeno è stato osservato fin dai tempi dei Greci e dei Romani fino a Galeno, mentre in tempi più recenti, gli studi sono stati condotti da Keplero e Newton. I primi esperimenti per comprendere realmente la causa sono stati condotti da Giovanni Battista Morgagni, ma solo nel 1978 sono stati pubblicati i primi studi approfonditi sull'argomento.

## Eziologia
La causa di tale fenomeno (da non ritenersi un disturbo) è da riscontrarsi in una forte stimolazione meccanica (ma anche elettrica, magnetica o provocata da radiazioni ionizzanti) dei fotorecettori.

## Disturbi correlati
Anche se nella maggior parte dei casi è soltanto momentaneo, a volte il fosfene è causato dall'osservazione di punti estremamente luminosi (come il fissare insistentemente una lampadina o il sole senza protezione) che impressionano la retina o altre volte dal movimento rapido degli occhi, a volte invece può indicare l'inizio di un distacco della retina o del vitreo. Il disturbo è molto diffuso in caso di emicrania.

## Esami
Per sicurezza occorre effettuare un esame del fondo oculare (fundus oculi), al fine di comprendere l'eventuale gravità della situazione oculare.

## Ricerche antropologiche
Nel 1988, David Lewis-Williams e T. A. Dowson pubblicarono un articolo riguardo ai fosfeni e ad altri fenomeni entoptici in cui affermarono, tra le altre cose, che l'arte non figuratìva del Paleolitico superiore raffigurava fosfeni e allucinazioni visive geometriche.
I fosfeni sono stati utilizzati come una tecnica di apprendimento, che prende il nome di "Fosfenismo", dallo scienziato francese Francis Lefebure.